# Дубровка (Амурська область)
Дубровка (рос. Дубровка) — село у Бєлогорському районі Амурської області Російської Федерації. Розташоване на території українського історичного та етнічного краю Зелений Клин.
Входить до складу муніципального утворення Возжаївська сільрада. Населення становить 62 особи (2018).

## Історія
З 4 січня 1926 року до 30 липня 1930 року належало до новоутвореного Александрівського району Амурської округи Далекосхідного краю, що відповідав нинішньому Бєлогорському району. З 20 жовтня 1932 року ввійшло до складу новоутвореної Амурської області.
З 19 січня 2005 року входить до складу муніципального утворення Возжаївська сільрада.

## Населення
| 2002 | 2010 | 2012 | 2013 | 2014 | 2015 | 2016 |
| ---- | ---- | ---- | ---- | ---- | ---- | ---- |
| 144  | ↘88  | ↘85  | ↘78  | ↘68  | ↘65  | ↘64  |
| 2017 | 2018 |      |      |      |      |      |
| ↘63  | ↘62  |      |      |      |      |      |